# Sant Quirze del Vallès
Sant Quirze del Vallès (em catalão e oficialmente) ou, em castelhano, San Quirico de Tarrasa[a] ou San Quirce del Vallés,[b] é um município da Espanha, na comarca do Vallès Occidental, província de Barcelona, comunidade autónoma da Catalunha. Tem 14,27 km² de área e em 2021 tinha 20 156 habitantes (densidade: 1 412,5 hab./km²).